# 유용주
유용주(1960년 ~ )는 대한민국의 시인이다.

## 생애
전라북도 장수에서 태어나 1979년 정동제일교회 배움의 집에서 공부했다.(3기 수료) 이면우, 김신용처럼 제도권 교육을 받지 않은 노동자 출신 시인이다. 초등학교를 졸업한 열네 살에 중국집에 '속아서 팔려 간' 이래 가난과 노동의 삶을 견디어야 했다. 그렇게 세상에 나와 그는 식당종업원, 생선가게, 보석가게, 신문팔이, 술집 지배인, 목수에 이르기까지 오롯이 몸으로 세상을 살아내야 했다. 그러다가 이성복의 시를 읽으며 '철저하게 망가져 본 사람이라면 금방 알아들을', '새벽 찬물 같은 죽비 세례'와 같은 '전율'을 느끼고 꾸준히 독서를 한 뒤 시를 쓰게 되었다.
1990년 첫 시집 《오늘의 운세》를 펴내면서 문학 활동을 시작했고, 1991년 《창작과비평》가을호에 〈목수〉외 두 편의 시를 발표하면서 시단에 본격적으로 등단했다. 1997년 15회 「신동엽창작기금」을 받았다.  2000년《실천문학》가을호에 단편소설 〈고주망태와 푸대 자루〉를 발표하면서 소설도 쓰기 시작했다.
2011년 글쓰기에 전념하기 위해 고향인 전북 장수로 귀향, 2014년 시문집《그 숲길에 관한 짧은 기억》을 펴냈다.

## 저서

### 시집
- 《오늘의 운세》(문학마을, 1990)
- 《가장 가벼운 짐》(창작과비평사, 1993) ISBN 8936421174
- 《크나큰 침묵》(솔출판사, 1996) ISBN 8981331413
- 《은근살짝》(시와시학사, 2006) ISBN 8982121919

### 산문집
- 《그러나 나는 살아가리라》(솔출판사, 2000) ISBN 8981334161
- 《쏘주 한 잔 합시다》(큰나, 2001)

### 시문집
- 《그 숲길에 관한 짧은 기억》(작은 것이 아름답다, 2014)

### 소설집
- 《마린을 찾아서》(한겨레출판, 2001)